# Acilius sulcatus
Espèce
Acilius sulcatus est une espèce d'insectes coléoptères aquatiques dulçaquicoles de la famille des dytiscidés.

## Description

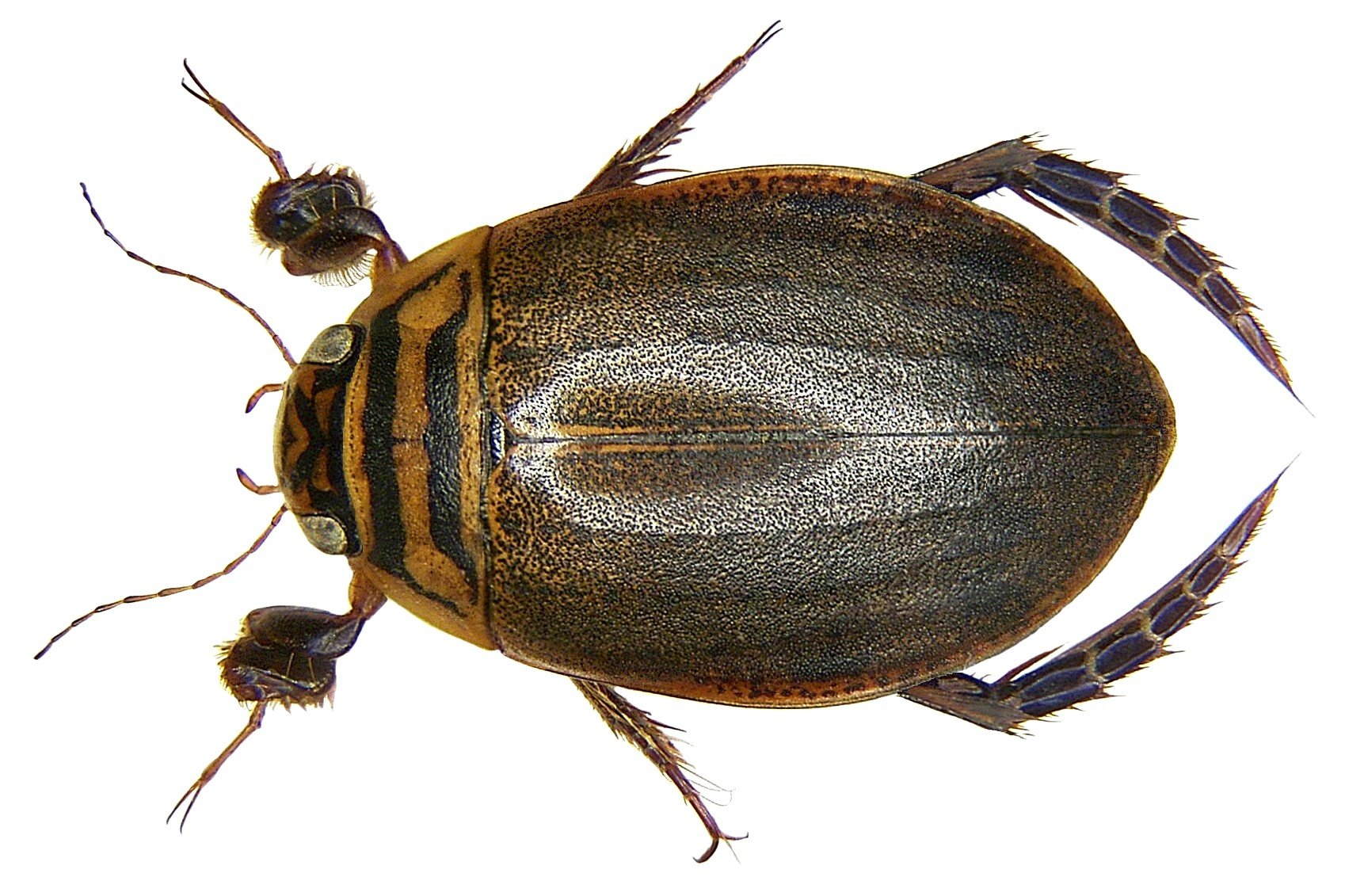
Mâle

Dimorphisme sexuel prononcé : le mâle présente des élytres lisses tandis que ceux de la femelle sont munis de côtes séparées par des rangées de poils serrés. Les dessins noirs du pronotum et des élytres peuvent varier.

## Distribution
Presque toute l'Europe, de l'Espagne à la Scandinavie, à la Russie ; Moyen Orient, Afrique du Nord.

## Habitat
On le trouve dans des mares, dans des eaux stagnantes ou à faible courant, parfois même dans les abreuvoirs à bestiaux. 

## Galerie

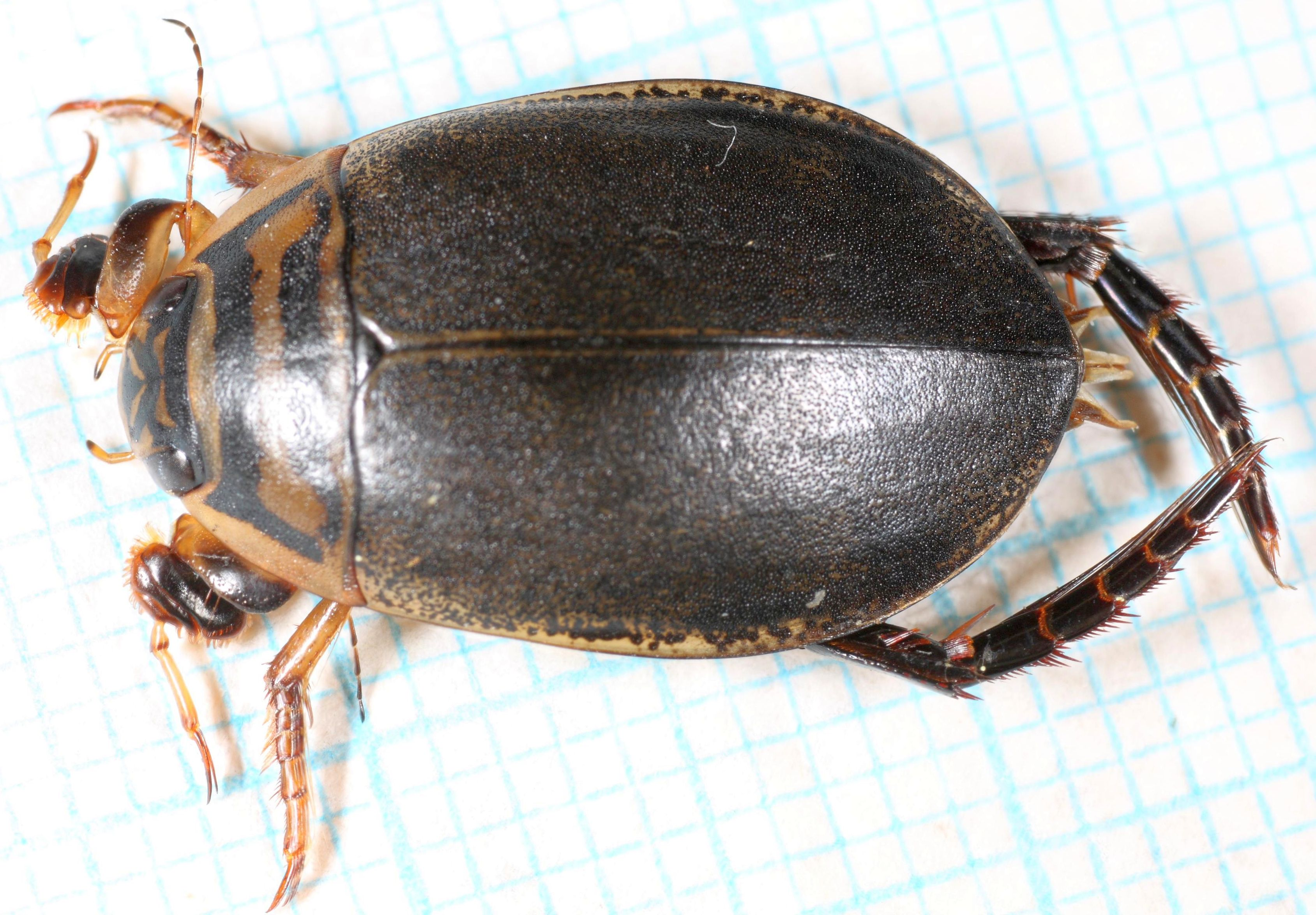
Mâle
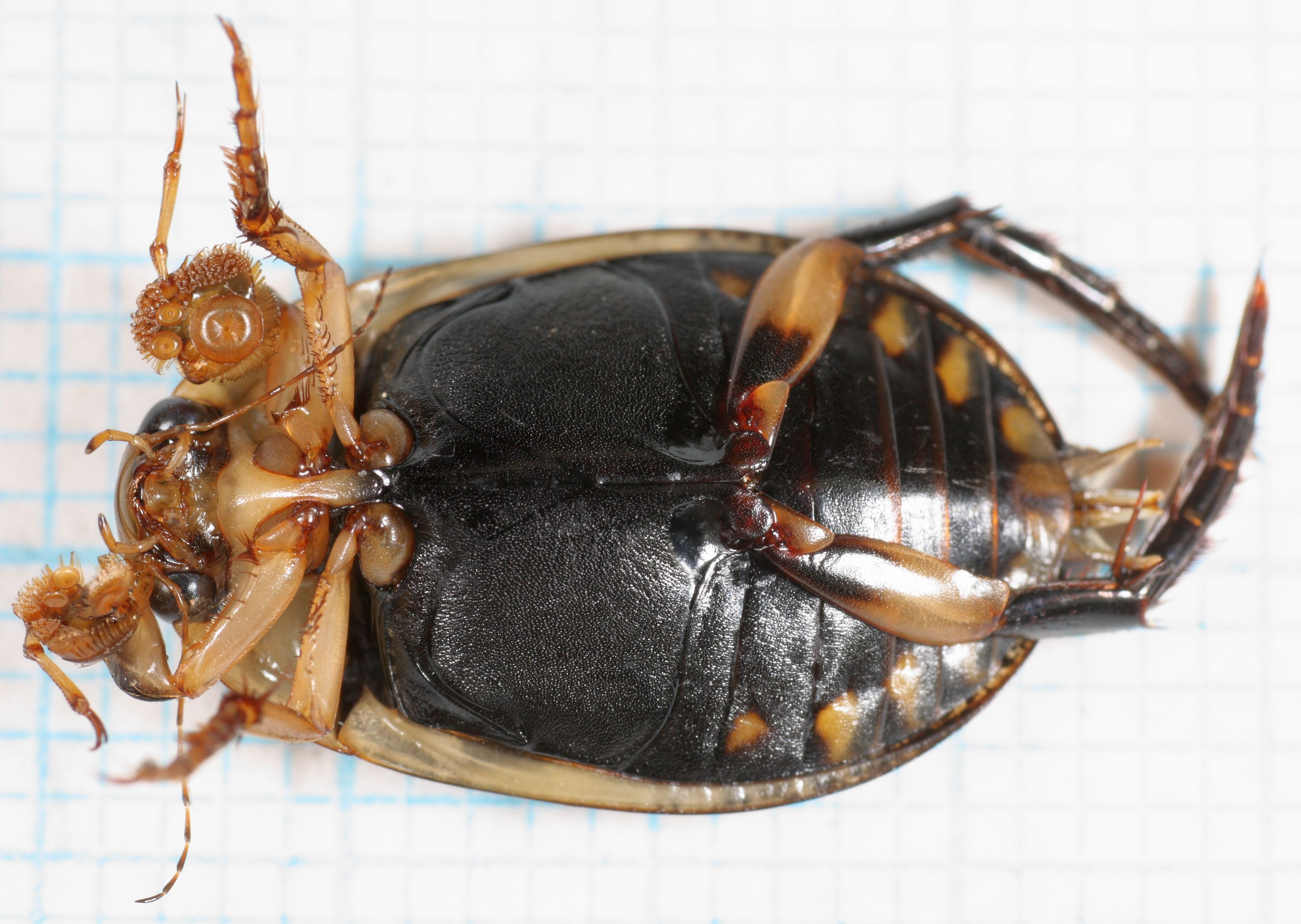
Le mâle a des pieds avant avec des ventouses
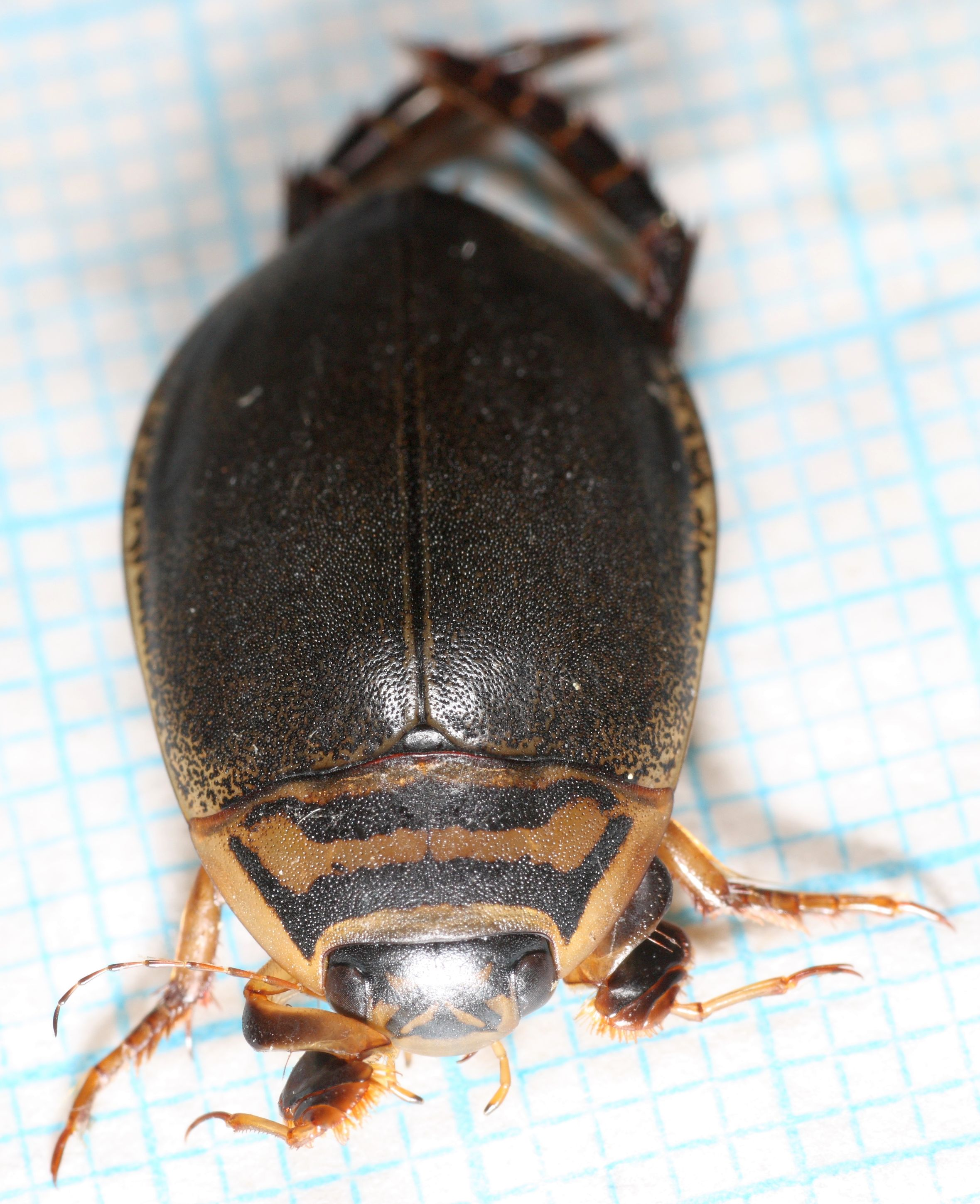
Mâle
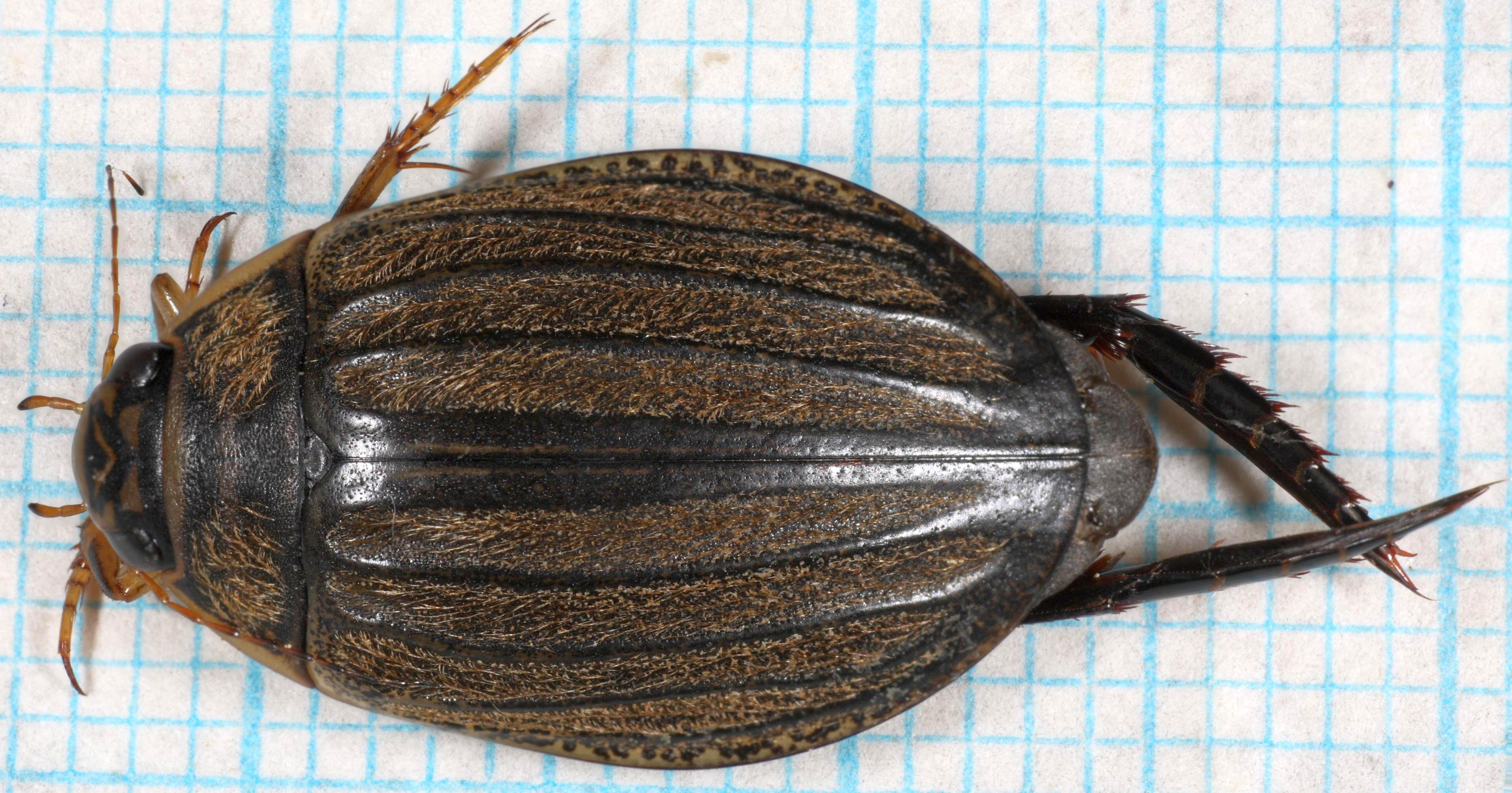
Femelle
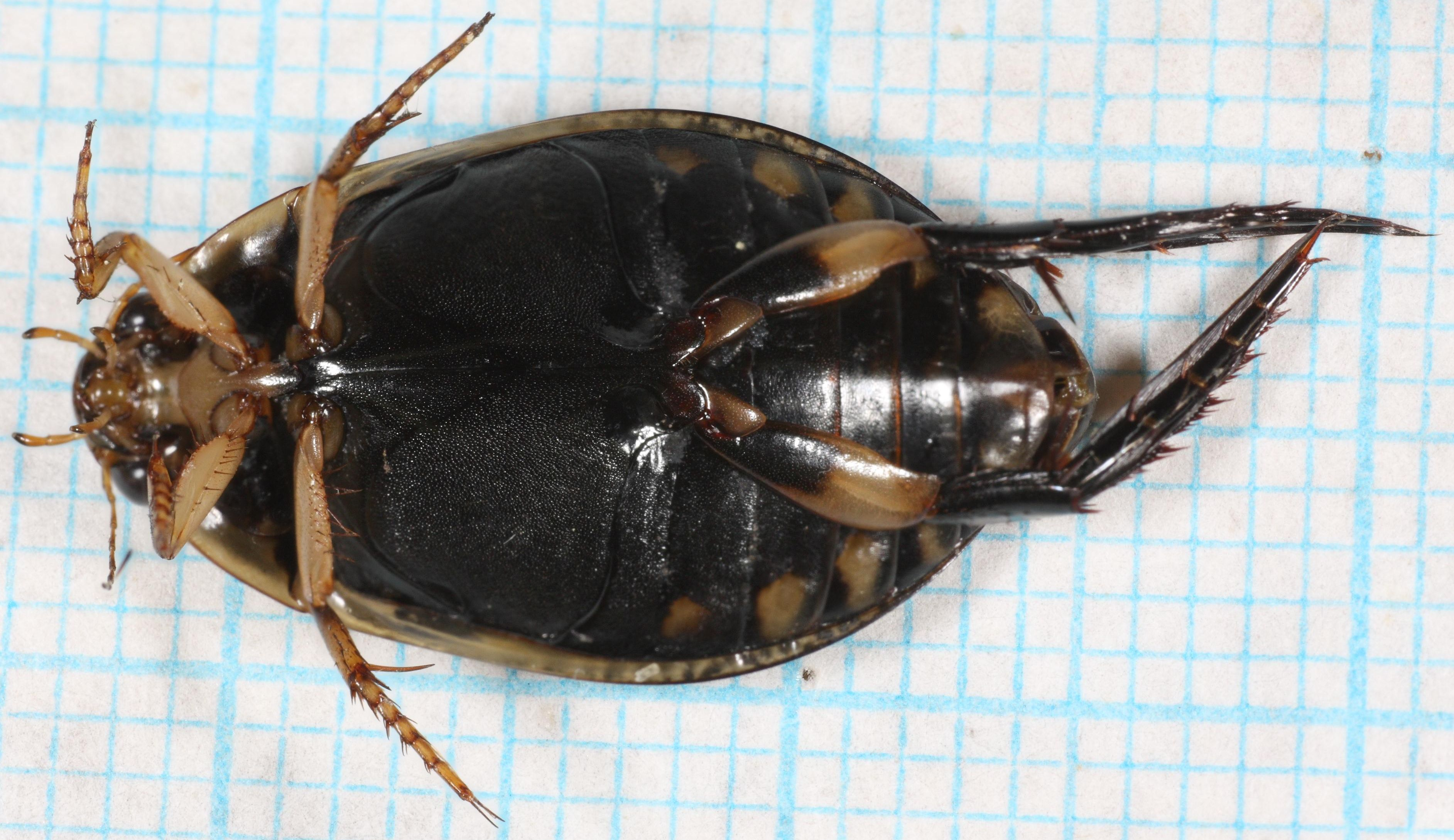
Femelle
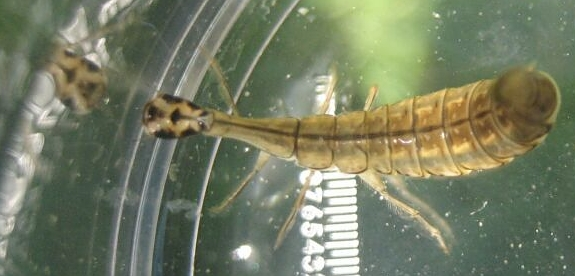
Larve